# Laczkó Vass Róbert
Laczkó Vass Róbert (Gyergyóremete, 1976. július 24. –) erdélyi magyar színész, énekes, költő, közíró.

## Élete
A székelyudvarhelyi Benedek Elek Tanítóképzőben érettségizett 1995-ben. Egy évig osztálytanító volt Gyergyószentmiklóson. 2000-ben elvégezte a kolozsvári Babeș–Bolyai Tudományegyetem színházművészeti szakát Csíky András és Keresztes Attila osztályában. Utána elszegődött a kolozsvári magyar színházhoz, ugyanakkor állandó vendége, énekese a helybeli operának is. 2000 és 2008 között óraadó tanársegéd volt a BBTE színházművészeti tanszékén. 2007-től önkéntes szerkesztője a kolozsvári Agnus Rádiónak, ahol a Zsebnaptár rovatot szerkesztette 2009-2010-ben.

## Munkássága
Munkássága rendkívül szerteágazó. Színészi és énekesi tevékenysége mellett egyéni előadóesteken szerepel, verseket ír, könyveket publikál. Emellett egy önkéntes hálózat tagja, ahol alkalma nyílik segíteni a rászorulókon.

### Színházi szerepei (válogatás)
- Cleante – Moliere: A képzelt beteg, rendező: Keresztes Attila – vizsgaelőadás (Kolozsvár)
- 2005 Jakab – Visky András: Tanítványok, rendező: Tompa Gábor (Kolozsvár)
- 2005 Pimpinone – J.F. Telemann: Pimpinone, rendező: Széplaki Réka (Kolozsvár)
- 2007 Kuruzs – Vajda János: Karnyóné, rendező: Ascher Tamás (Budapest)
- 2010 Első tanácsos – Georg Büchner: Leonce és Léna, rendező: Tompa Gábor (Kolozsvár)
- 2014 Csokonai Vitéz Mihály – Csokonai Vitéz Mihály: Az özvegy Karnyóné és a két szeleburdiak, rendező: Keresztes Attila (Kolozsvár)
- Első polgár – Friedrich Dürrenmatt: Az öreg hölgy látogatása, rendező: Tompa Gábor (Kolozsvár)
- 2015 Publius/Cinna, a költő – William Shakespeare: Julius Caesar, rendező: Silviu Purcărete (Kolozsvár)
- 2016 Gyéres, osztályfőnök – Móricz Zsigmond–Kocsák Tibor–Miklós Tibor: Légy jó mindhalálig, rendező: Béres László (Kolozsvár)
- 2017 Harmadik zenetanár – Molière: Úrhatnám polgár, rendező: Mihai Măniuțiu (Kolozsvár)

### Operai szerepei (válogatás)
- 2004 Jegyinyicin. Dvojkin, Trojkin – D. Sosztakovics: Rayok, rendező: Demény Attila
- 2010 Goro – Puccini: Madama Butterfly, rendező: R. Popescu-Moisa (Román Opera, Kolozsvár)
- 2011 Cipolla – Vajda János: Mario és a varázsló, rendező: Békés András (Magyarország
- 2011 Sipos – Demény Attila: Az utolsó meggymag, rendező: Bogdán Zsolt (Kolozsvár)
- 2015 Spectator, Korda Sándor, Bánffy Miklós • Szívem szeret, rendező: Selmeczi György)
- 2018 A pásztorfiú, a kandúr – Maurice Ravel: A gyermek és a varázslat, rendező: Tompa Gábor
- 2018 Don Inigo Gomez – Maurice Ravel: Pásztoróra, rendező: Tompa Gábor

### Előadóestek (válogatás)
- 2022 Petőfi live! Egy vidám hangú vándorszínész ügyesbajos dolgai. Zongora: Székely Norbert [2]
- 2021 Rekvizitumok régi verseimből – Radnóti Miklós emlékezete. Zongora: Szép András [3]
- 2019 A néma hang, amit ki kell ejtenünk – Kányádi Sándor emlékezete. Zongora: Szép András [4]
- 2018 Eisikovits – Egyszerű szerelmes ének. Zongora: Nagy Gergő [5]
- 2017 A legjobb ember – zenés Ady-fantázia. Zongora: Nagy Gergő, Veress Gáspár [6]
- 2016 Világének – hétmérföldes dalvándorlás Óperencián innen és túl, koncertelőadás [7]
- 2016 Te pesti srác – Falragaszok forradalma, röplapok szabadságharca, Zeneszerző: Incze G. Katalin [8]
- 2016 A Kolozsvár-film. Zongora: Szép András [9][10]
- 2015 Az indiánok nem hagynak cserben minket – zenés történelemóra. Zongora: Szép András [11]
- 2015 Paraliturgia – Szakrális magyar népköltészet a Kárpát-medencéből, koncertelőadás [11]
- 2014 Nincs egészen tegnap – erdélyi és máramarosi zsidó népköltés, koncertelőadás [12][13]
- 2014 Maszek balladák. Zongora: Szép András
- 2010 Régi magyar Cabaret – A pesti dal
- 2000 Az utolsó bohém – Heltai Jenő írásaiból. Zeneszerző: Incze G. Katalin

## Könyvei
- Nyitott szemmel. Hétköznapi beszélgetések nem hétköznapi kalandokról; Exit Kiadó, Kolozsvár, 2015–2020
- Telefonhang a vesztegzárból, Exit Kiadó, 2021
- Villanófény. Haikuformák, Exit Kiadó, Kolozsvár, 2019
- Szonettek a Kálváriára, Exit Kiadó, Kolozsvár, 2018
- Felix culpa, Exit Kiadó, Kolozsvár, 2016
- Trógeregyetem. Valahol Európában ...avagy egy szeretet-élmény képes krónikája, mely laza barátságok és életre szóló kötelékek nagyszerű, különös történetét kívánja megörökíteni. Valahol Európában, Kolozsvárott, 2013–2014-ben; kép, szöveg Laczkó Vass Róbert; Exit, Kolozsvár, 2014

### Műfordítás
- Fehér mintás, havas környék – Tatjána Csernova versei, Exit Kiadó, Kolozsvár, 2021

## Díjak, ösztöndíjak
- 2022 – Magyar Ezüst Érdemkereszt – kiváló szakmai tevékenysége, a prózai színészet és az operajátszás, valamint a pódiumművészet terén elért kimagasló eredményei mellett a munkásságát átható közművelődés iránti fogékonyság, a közösségépítés fontosságának tudata elismeréseként. [14]
- 2019 – Gróf Bánffy Miklós-díj, (Erdélyi Magyar Közművelődési Egyesület) – szerteágazó kultúrafenntartó, közösségformáló és -megtartó fáradhatatlan tevékenységért[15][16]
- 2018 – Keresztény Szó Nívódíj
- 2010 – Communitas Alkotói Ösztöndíj – egyéni
- 2011 – Communitas Alkotói Ösztöndíj – Kalapos Band